# Ride (film 2018 Mastandrea)
Ride è un film del 2018 diretto da Valerio Mastandrea.

## Trama
Una domenica di maggio, a casa di Carolina si contano le ore. Ne mancano solo 24 al giorno in cui bisognerà aderire pubblicamente alla commozione collettiva che ha travolto una piccola comunità sul mare, a pochi chilometri dalla capitale. Se n'è andato Mauro Secondari, un giovane operaio caduto nella fabbrica in cui, da quelle parti, hanno transitato almeno tre generazioni. E da sette giorni Carolina è rimasta sola, con un figlio di dieci anni e con la sua fatica immensa, a sprofondare nel dolore per la perdita dell'amore della sua vita. Manca un giorno solo al funerale dove tutti si aspetteranno una giovane vedova devastata che sviene ogni due minuti.

## Distribuzione
Il film è stato presentato al Torino Film Festival il 27 novembre 2018 ed è stato distribuito nelle sale cinematografiche a partire dal 29 novembre 2018. 

## Riconoscimenti
- Premio Città di Torino
  - Candidatura come miglior lungometraggio